# Lumberton, Texas
Lumberton là một thành phố thuộc quận Hardin, tiểu bang Texas, Hoa Kỳ. Năm 2010, dân số của xã này là 11943 người.

## Dân số
- Dân số năm 2000: 8731 người.
- Dân số năm 2010: 11943 người.